# Journal of physical chemistry
The journal of physical chemistry is een serie van internationale, aan collegiale toetsing onderworpen wetenschappelijke tijdschriften op het gebied van de fysische chemie die worden uitgegeven door de American Chemical Society. Het oorspronkelijke tijdschrift is opgesplitst in vier delen, te weten:
- Journal of Physical Chemistry A
- Journal of Physical Chemistry B
- Journal of Physical Chemistry C
- Journal of Physical Chemistry Letters